# Clifton (Kolorado)
Clifton – jednostka osadnicza w Stanach Zjednoczonych, w stanie Kolorado, w hrabstwie Mesa.